# Конец императора тайги
«Коне́ц импера́тора тайги́» (1978) — художественный фильм Владимира Саруханова.

## Сюжет
Фильм воспроизводит одну из малоизвестных страниц биографии Аркадия Голикова (будущего писателя Аркадия Гайдара). Голикова назначают командиром отряда ЧОНа (частей особого назначения) в Хакасии, его цель: обезвредить банду атамана Соловьёва.

## В ролях
- Андрей Ростоцкий — Аркадий Петрович Голиков
- Иван Краско — атаман Соловьёв
- Герман Качин — Паша Никитин
- Юрий Майганашев — Федька Очол
- Олег Балакин — Остапенко
- Асанкул Куттубаев — Дед Никто
- Светлана Чаптыкова — Настя
- Данута Столярская — Евдокия
- Виталий Канзычаков — Артас
- Нина Саруханова — Тарика
- Алексей Михайлов — Родионов
- Юрий Котюшев — Астанаев
- Георгий Мартиросьян — Кузнец
- Георгий Юматов — Мартынов
- Николай Томашевский — Томашевский
- Бегалин Нартай
- Виктор Бутанаев — Николай Бутанаев,председатель сельсовета,расстрелянный соловьёвцами
- Юлия Жеребцова — ребёнок, выглядывающий из корзины в конце фильма

## Награды
- 1979 — 12 Всесоюзный кинофестиваль в Ашхабаде по разделу фильмов для детей и юношества: приз жюри за лучшую роль — актёру Андрею Ростоцкому («Конец императора тайги»)[2].